# Curiofrea curiosa
Curiofrea curiosa là một loài bọ cánh cứng trong họ Cerambycidae.